# Хирацука (стадион)
«Сёнан БМВ Стэдиум Хирацука» (яп. Shonan BMW スタジアム平塚) — стадион, расположенный в городе Хирацука, префектура Канагава, Япония. Является домашней ареной клуба Джей-лиги «Сёнан Бельмаре». Стадион вмещает 18 500 зрителей и был открыт в 1987 году.

## История
Стадион был открыт к проведению 41-го Национального спортивного фестиваля Японии в 1986 году. Из-за первоначального несоответствия стадиону уровню Джей-лиги стадион неоднократно ремонтировался и расширялся. Так он подвергался реконструкциям в 2004 и 2009 годах и расширениям в 1997 и 2006 годах.
Помимо футбольных матчей, на стадионе проводились и игры чемпионата Японии по регби.

## Транспорт
- Линия Тюо и Линия Минобу: станция Кофу.
- Линия Минобу: 40 минут пешком от станции Минами-Кофу.
- Линия Минобу: 30 минут пешком от станции Кай-Сумиёси.